# Isocolus
Isocolus is een geslacht van vliesvleugelige insecten van de familie Echte galwespen (Cynipidae).

## Soorten
- I. brunneus Dyakonchuk, 1981
- I. centaureae Dyakonchuk, 1982
- I. fitchi (Kieffer, 1898)
- I. flavus Dyakonchuk, 1982
- I. jaceae

Knoopkruidgalwesp (Schenck, 1863)
- I. lichtensteini (Mayr, 1882)
- I. minutus Dyakonchuk, 1982
- I. ponticus Dyakonchuk, 1982
- I. scabiosae (Giraud, 1859)
- I. serratulae (Mayr, 1882)
- I. similis Dyakonchuk, 1982
- I. tauricus Dyakonchuk, 1982
- I. volgensis Dyakonchuk, 1982